# المنشية الجديدة
قرية المنشية الجديدة هي إحدى القرى التابعة لمركز الدلنجات في محافظة البحيرة في جمهورية مصر العربية. حسب إحصاءات سنة 2006، بلغ إجمالي السكان في المنشية الجديدة 8250 نسمة، منهم 4148 رجل و4102 امرأة.